# Finska klubben i Umeå
Uumajan Suomalainen Kerho - Finska Klubben i Umeå har alltsedan den bildades 1956 varit en tvåspråkig (finsk- och svenskspråkig) förening. Omkring sex procent av Umeås befolkning har själv invandrat från Finland eller har minst en förälder som är född där. En del talar finska, en del talar svenska. Finska klubbens logotyp beskriver bron över Kvarken. Som en sådan har Finska klubben velat verka.